# Rašice
Rašice (em húngaro: Felsőrás) é um município da Eslováquia, situado no distrito de Revúca, na região de Banská Bystrica. Tem 9,11 km² de área e sua população em 2018 foi estimada em 119 habitantes.

## Demografia
| Ano:        | 1994 | 2004    | 2014    | 2024   |
| ----------- | ---- | ------- | ------- | ------ |
| Broj ljudi: | 151  | 135     | 112     | 112    |
| Razlika:    |      | -10,59% | -17,03% | -1,42% |

| Ano:               | 2023 | 2024   |
| ------------------ | ---- | ------ |
| Número de pessoas: | 111  | 112    |
| Diferença:         |      | +0,90% |